# Брунелло
Брунелло (італ. Brunello) — муніципалітет в Італії, у регіоні Ломбардія, провінція Варезе.
Брунелло розташоване на відстані близько 530 км на північний захід від Рима, 50 км на північний захід від Мілана, 7 км на південний захід від Варезе.
Населення — 988 осіб (2014).
Покровитель — Santa Maria Annunciata.

## Демографія
Населення за роками:

Станом на 1 січня 2023 року в муніципалітеті офіційно проживало 38 іноземців з 10 країн, серед них 13 громадян країн Євросоюзу та 8 громадян України.

## Сусідні муніципалітети
- Аццате
- Бугуджате
- Кастронно
- Гаццада-Ск'янно
- Мораццоне
- Суміраго